# Trolejbusy w Esslingen am Neckar
Trolejbusy w Esslingen am Neckar – system trolejbusowy działający w niemieckim mieście Esslingen am Neckar. Fragmenty sieci docierają do Stuttgartu. Operatorem systemu jest przedsiębiorstwo Städtischer Verkehrsbetrieb Esslingen am Neckar. Oprócz trzech linii trolejbusowych SVE obsługuje także kilka linii autobusowych.

## Historia

### Początki
Pierwsze plany budowy trolejbusu w Esslingen przedstawiono Ministerstwu Spraw Wewnętrznych Wirtembergii już w 1939. 3 listopada 1940 wydano zezwolenie na likwidację kursującego od 1912 tramwaju i zastąpienie go trolejbusem. Jednak realizacja projektu została opóźniona o kilka lat z powodu wybuchu II wojny światowej. Montaż przewodów trakcyjnych zlecono firmie Siemens-Schuckertwerke. 27 sierpnia 1942 wbito pierwszy słup trakcji trolejbusowej na Plochinger Straße. Zajezdnię tramwajową z 1912 przy Plochinger Straße przystosowano do obsługi trolejbusów.
Trolejbusy uruchomiono 10 lipca 1944. Po wczesnym systemie trolejbusowym w Ludwigsburgu (1910–1926) i Gleislose Bahn Heilbronn–Böckingen (1911–1914), Esslingen otrzymało pierwszą nowoczesną linię trolejbusową w Wirtembergii. Zastąpiła ona linie tramwajowe nr 26 i 27 tego samego dnia, a ostatnie tramwaje wyjechały na trasy rankiem 7 lipca.
W grudniu 1944 ze względu na brak energii elektrycznej wstrzymano kursowanie trolejbusów w niedziele i święta, a czas kursowania w dni powszednie skrócono o godzinę. W Oberesslingen trolejbusy zawracały – w przeciwieństwie do tramwajów – korzystając z pętli ulicznej w kierunku przeciwnym do ruchu wskazówek zegara, która prowadziła z Plochinger Straße przez Schorndorfer Straße, Hindenburgstraße i Hainbachstraße z powrotem do Plochinger Straße. Trasy kończące się na stacji kolejowej Esslingen również korzystały z lewoskrętnej pętli ulicznej, która biegła wzdłuż Bahnhofstrasse i Eisenbahnstrasse, obecnie zwanej Fleischmannstrasse. Do 1994 na stacji kolejowej Stuttgart-Obertürkheim istniała możliwość przesiadki z trolejbusu na tramwaj do Stuttgartu. Podobnie jak w przypadku tramwajów, eksploatacją trolejbusów zajmował się stuttgarcki przewoźnik Stuttgarter Straßenbahnen (SSB). W 1944 lokalny przewoźnik Esslinger Städtischen Straßenbahn zmienił nazwę na Städtische Verkehrsbetrieb Esslingen am Neckar.
Już w 1939 SSB przeprowadziło eksperymenty z trolejbusem na trasie tramwajowej Stuttgart Westbahnhof – Charlottenbuche. Podstawą obsługi esslingeńskich trolejbusów przez SSB była wspólna umowa. Dopiero po jej wygaśnięciu w 1950 SVE przejęło trolejbusy z dniem 1 stycznia 1951. Jednocześnie zmieniono numery obu linii z 31 i 32 na 1 i 2.
27 marca 1951 przy stacji kolejowej Esslingen-Mettingen utworzono pętlę pośrednią w kierunku przeciwnym do ruchu wskazówek zegara. Od tamtego czasu niektóre kursy linii nr 2 kończyły tam bieg w godzinach szczytu. W 1957 SVE zmniejszyło częstotliwość kursowania swoich dwóch linii trolejbusowych z 10 do 12 minut.

### Budowa linii do Lerchenäcker i pętli Mettinger
9 czerwca 1960 SVE otrzymało zezwolenie na przedłużenie trasy o 1,2 km do nowo wybudowanego osiedla Lerchenäcker w Oberesslingen. Już 2 listopada 1960 Lerchenäcker był tymczasowo obsługiwany przez wahadłową linię autobusową skomunikowaną z trolejbusami; 1 września 1961 uruchomiono nowy odcinek sieci. Odtąd istniały trzy linie trolejbusowe: 1, 1L i 2.
| 1  | Oberesslingen – dworzec kolejowy – Mettingen – Obertürkheim                | takt: 24 min |
| 1L | Lerchenäcker – Oberesslingen – dworzec kolejowy – Mettingen – Obertürkheim | takt: 24 min |
| 2  | Oberesslingen – dworzec kolejowy                                           | takt: 12 min |

1 kwietnia 1964 SVE zrezygnowało z linii 1L. Została ona całkowicie zintegrowana z linią 1 i odtąd wszystkie trasy linii 1 prowadziły do Lerchenäcker. Zwiększyło to częstotliwość obsługi osiedla Lerchenäcker z 24 do 12 minut. W 1970 ostatecznie przedłużono tam linię nr 2 i od tego czasu pasażerowie z Lerchenäckern mają połączenie z centrum miasta co sześć minut.

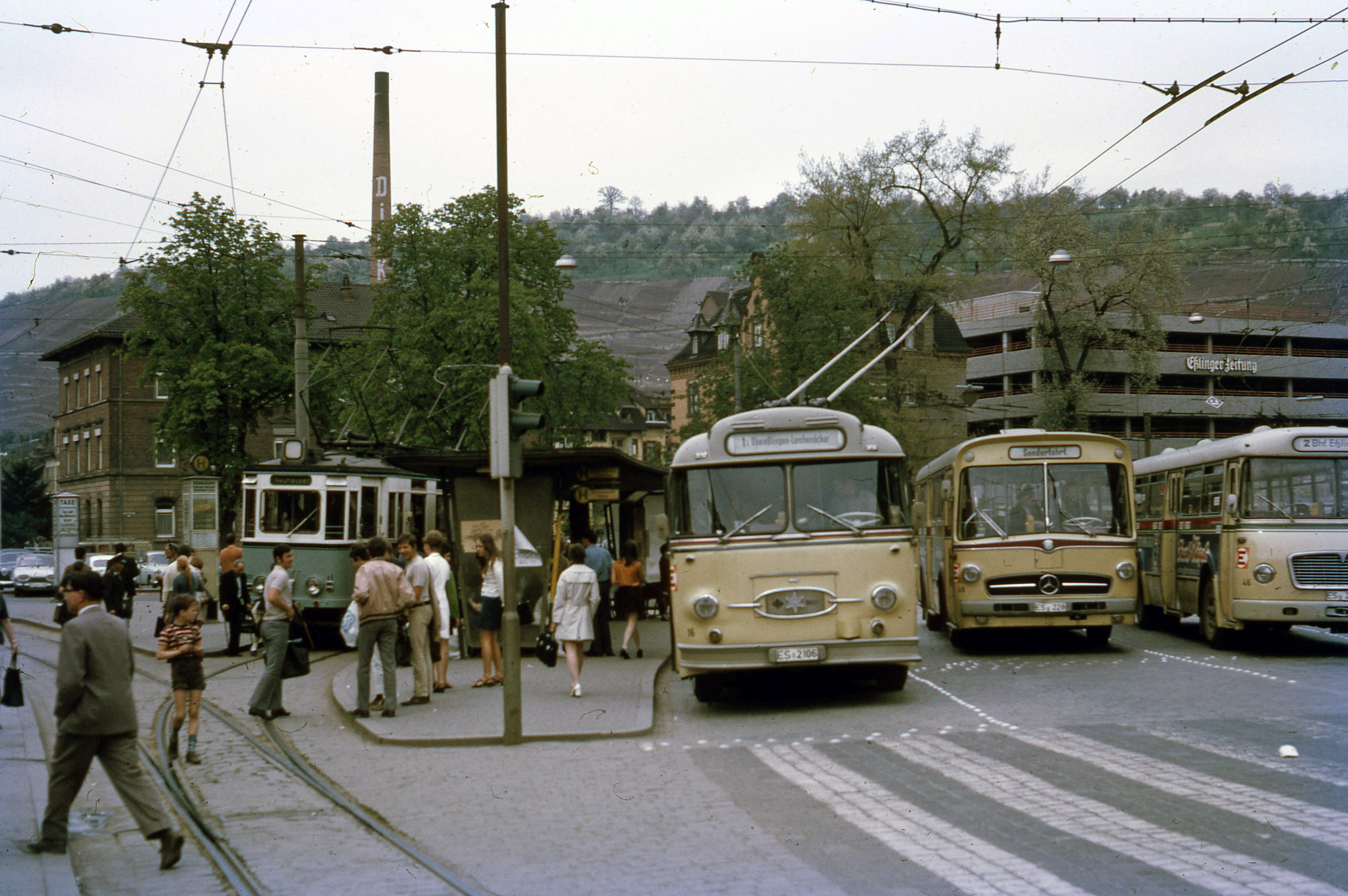
Trolejbus Henschel nr 16 na linii 1L w towarzystwie tramwaju podmiejskiego Esslingen – Nellingen – Denkendorf i dwóch autobusów, 1970

W 1968 w ramach poszerzania Cannstatter Straße zlikwidowano pętlę przy dworcu Mettingen.
W lutym 1973 w Mettingen uruchomiono nową, istniejącą do dziś pętlę, tym razem zaprojektowaną jako uliczna.

### Plany likwidacji i testy duobusów
W 1974 trolejbusy były zagrożone likwidacją. Głównym powodem był przestarzały i nieujednolicony tabor. Pewną rolę odegrały również wyższe koszty w porównaniu z eksploatacją autobusów z silnikiem Diesla. Aby oszczędzać częściowo wyeksploatowane trolejbusy, od 1974 wyłączano je z ruchu od poniedziałku do piątku od 19:00, w soboty od 14:30 i przez cały dzień w niedziele. Na mocy aneksu do koncesji z 1944 SVE mogło już od 1959 w pojedynczych przypadkach wspomagać linie trolejbusowe autobusami.
Ponadto zgodnie z ogólnymi tendencjami w Europie trolejbus uważano za przestarzały środek transportu. W 1974 poza Esslingen pozostały już tylko trzy z ponad 50 zachodnioniemieckich sieci trolejbusowych: w Akwizgranie (zlikwidowane w lutym 1974), Kaiserlautern (zlikwidowane w 1985) i Solingen (działa do dziś).
W tej sytuacji Volker Hauff, ówczesny federalny minister badań i technologii, poseł SPD z Esslingen, wskazał miasto jako miejsce, w którym można przetestować trolejbusy z napędem pomocniczym. Projekt był bezpośrednim skutkiem kryzysu naftowego w 1973 i zapewnił dalsze funkcjonowanie trolejbusu w Esslingen.
Początkowo testowano jedynie trolejbusy z akumulatorowym napędem pomocniczym, dla których stworzono nową nazwę Duo-Bus. Ich silniki trakcyjne poza siecią zasilane były z akumulatora, który był ładowany na odcinkach wyposażonych w sieć. Eksperymentem kierowała firma Daimler-Benz, testowano trzy pojazdy. Eksperyment zakończył się porażką: akumulatory miały krótką żywotność wynoszącą 15 miesięcy, a także okazały się skomplikowane w obsłudze. Koszty utrzymania były 1,5 raza wyższe, a koszty inwestycji o 90% wyższe niż w przypadku autobusów z silnikiem Diesla. Testy zakończono w 1981.
Równolegle od 1979 testowano trolejbusy z pełnowartościowym napędem pomocniczym, na które ostatecznie przeniesiono nazwę Duo-Bus. Okazały się znacznie lepsze od ich całkowicie elektrycznych odpowiedników. Planowano nawet wymianę całego taboru SVE, czyli zarówno trolejbusów, jak i autobusów z silnikiem Diesla, na 50 takich pojazdów.
Kiedy 15 marca 1976 zmieniono rozkład jazdy, SVE przedłużyło linię nr 2 do otwartej trzy lata wcześniej pętli w Mettingen. Położona na drugim końcu trasy pętla Oberesslingen, która nie była już wykorzystywana, została zlikwidowana w 1984.
W ramach przystąpienia do związku komunikacyjnego Verkehrs- und Tarifverbund Stuttgart (VVS), w 1985 połączono linie 1 i 2 w linię 101.
W marcu 1987 przy stacji kolejowej Obertürkheim uruchomiono nową pętlę. Od tego czasu trasy linii 101 okrążają dawny budynek poczty w kierunku zgodnym z ruchem wskazówek zegara. Również w 1987 SVE uruchomiło nową zajezdnię przy Heilbronner Straße 70. Zastąpiła ona starą zajezdnię jeszcze z czasów tramwajów.

### Rozbudowa w Zollbergu i wprowadzenie duobusów

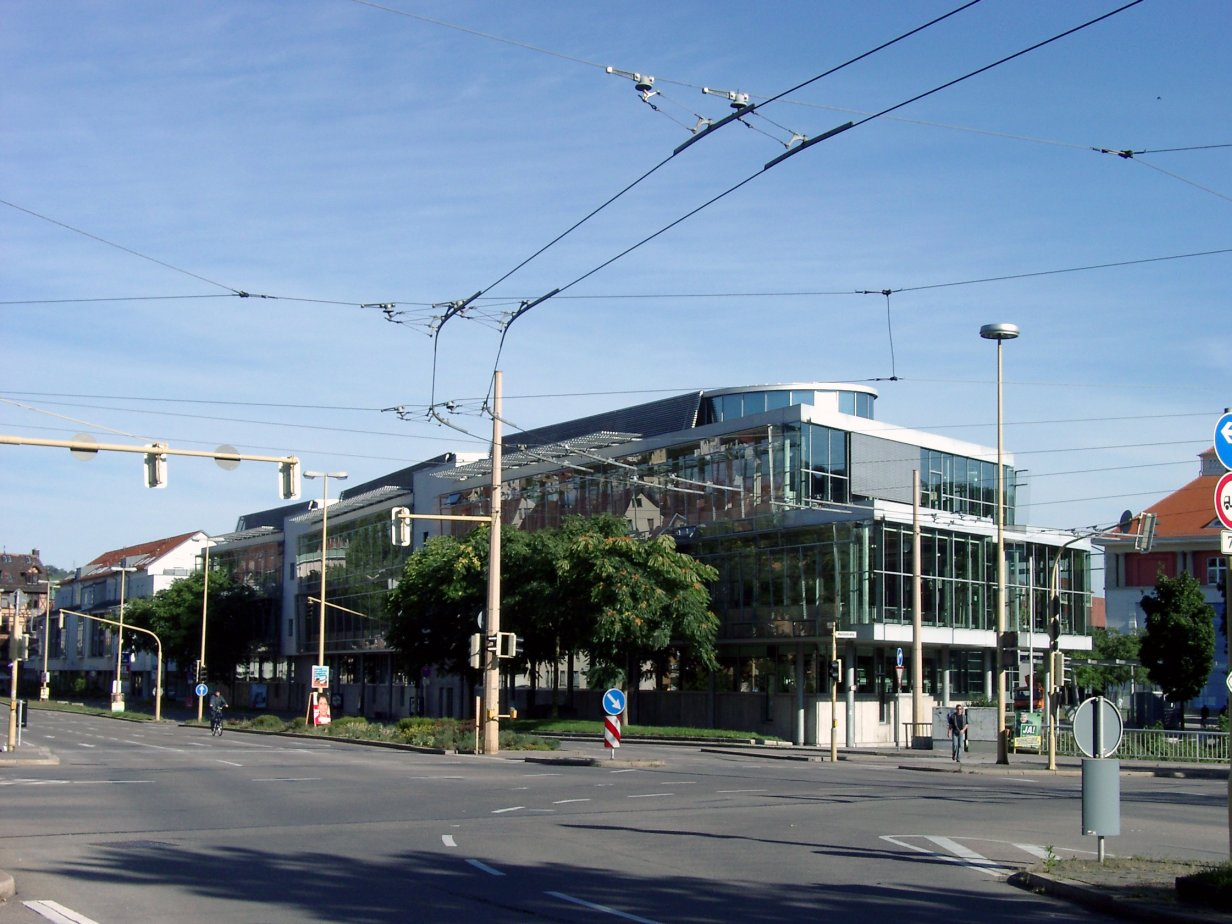
Przewody trakcyjne linii nr 118 przy Uniwersytecie w Esslingen, zainstalowane w 1990

1 września 1990 oddano trasę między Weilstrasse w Pliensauvorstadt a przystankiem Nellinger Linde na granicy z Ostfildern (linie 119 i 120 END Verkehrsgesellschaft) oraz pętlę w Zollbergu (linia 118 SVE). Wymagało to budowy dwóch nowych podstacji. Ponad 12 lat po likwidacji tramwaju podmiejskiego Esslingen – Nellingen – Denkendorf, Zollberg po raz kolejny otrzymał linię miejskiego transportu elektrycznego.
Początkowo nowe odcinki nie miały bezpośredniego połączenia z istniejącą siecią; podczas budowy sieci trakcyjnej na moście Vogelsang ze względów technicznych nie można było postawić masztów zgodnie ze wcześniejszym planem. Dlatego też zainstalowano je po obu brzegach Neckaru; rozstaw masztów wynoszący 98 metrów jest uważany za rekord świata w zakresie odległości między trolejbusowymi słupami trakcyjnymi. Tę tymczasową lukę w sieci trakcyjnej zlikwidowano dopiero 15 listopada 1991, z ponad rocznym opóźnieniem. Odtąd linia 118 mogła być obsługiwana całkowicie przez trolejbusy, podczas gdy linie 119 i 120 nie wymagały już zmiany systemu zasilania. Wiosną 1991 zlikwidowano pętlę uliczną przy stacji kolejowej i zastąpiono ją prostą pętlą na Bahnhofplatz, która jest używana do dziś.

### Porzucenie duobusów i decyzja o zachowaniu trolejbusów

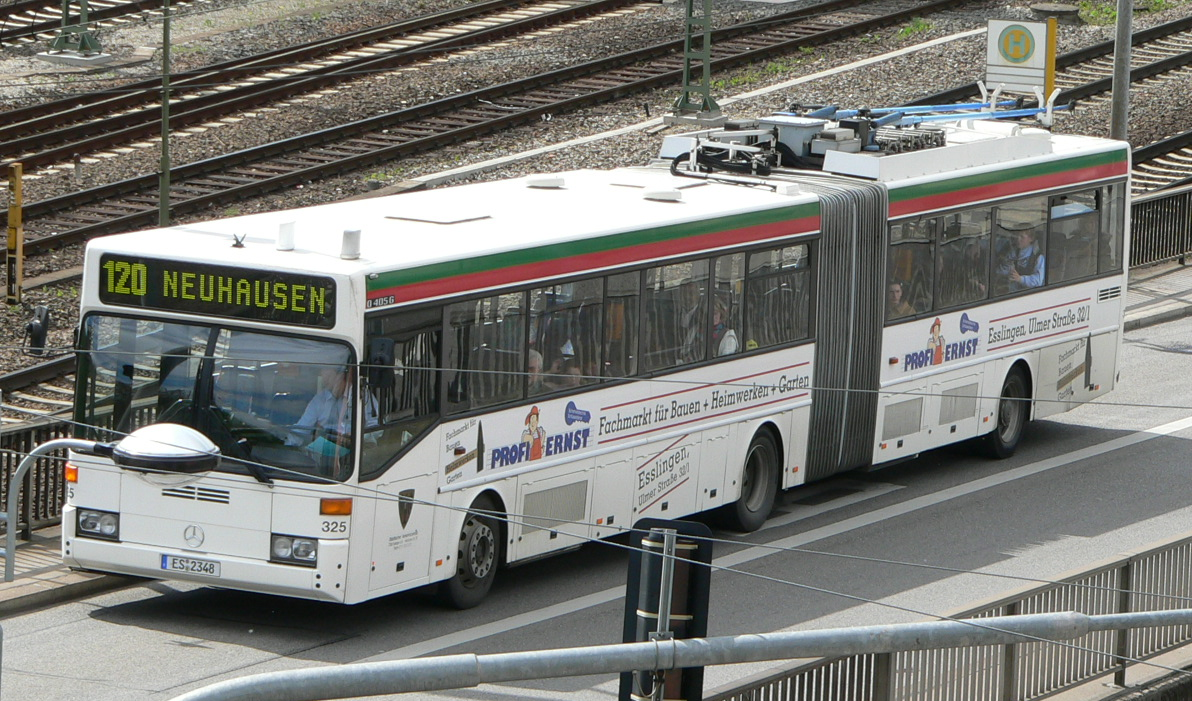
W maju 2005 usunięto sieć na rampie wjazdowej na most Vogelsang, więc duobus nr 325 cały czas obsługiwał linię 120 w trybie spalinowym.

W czerwcu 2000 władze Esslingen postanowiły odejść od eksploatacji duobusów, ale jednocześnie zapewnić ciągłość istnienia całego systemu poprzez zakup trolejbusów dla linii nr 101 i 118. W rezultacie począwszy od 2000 duobusy były stopniowo wycofywane i zastępowane nowymi trolejbusami lub autobusami z silnikiem diesla. W rezultacie linie nr 119 i 120 coraz rzadziej kursowały w trybie elektrycznym, a od lipca 2005 już wyłącznie w spalinowym. Sieć trakcyjna na odcinku Zollberg – Nellingen Linde była wówczas nieczynna przez jedenaście lat. Sieć trakcyjna na rampie wjazdowej na most Vogelsang została całkowicie zlikwidowana w marcu 2005.
Pozostałe duobusy jeździły do 2008 Po 33 latach era duobusów w Esslingen dobiegła końca, a flota trolejbusów w Esslingen osiągnęła historycznie niski poziom.

### Elektryfikacja linii nr 113 do Berkheim
Pod koniec 2015, w związku z zakupem nowych trolejbusów Solaris Trollino 18 z akumulatorowym napędem pomocniczym, 17 grudnia zmieniono rozkład jazdy. W maju 2016 linia autobusowa nr 113 do Berkheim zaczęła być obsługiwana trolejbusami z napędem pomocniczym.
Dla linii nr 113 – po 11 latach – przywrócono do eksploatacji sieć trakcyjną linii duobusowych nr 119 i 120, nieczynną od 2005. Nie udało się zrealizować przedłużenia linii na jednym krańcu do stacji końcowej Stadtbahnu Nellingen, a na drugim przez tereny Festo.

### Plany na przyszłość
Do 2026 planowane jest zelektryfikowanie wszystkich linii autobusowych w Esslingen, w związku z czym zakupiono 52 nowe trolejbusy marki Škoda z bateriami.

## Linie
Stan z grudnia 2024
| Linia | Trasa                                |
| ----- | ------------------------------------ |
| 101   | Lerchenäcker – ZOB – Obertürkheim Bf |
| 113   | ZOB – Zollberg – Berkheim            |
| 118   | ZOB – Pliensauvorstadt – Zollberg    |

## Tabor
| Zdjęcie        | Typ                                         | Eksploatacja od | Liczba |
| -------------- | ------------------------------------------- | --------------- | ------ |
|                | Solaris Trollino III 18,75 MetroStyle Kiepe | 2016            | 4      |
|                | Solaris Trollino IV 18 Kiepe                | 2019            | 6      |
| Łączna liczba: | Łączna liczba:                              | Łączna liczba:  | 10     |